# Saint-Augustin (rivier)
De Saint-Augustin of Pakut-shipu is een ongeveer 238 km lange rivier op het schiereiland Labrador in het oosten van Canada. De rivier ontspringt in de provincie Newfoundland en Labrador en mondt uit in de Saint Lawrencebaai in de provincie Québec.

## Toponymie
In het Franstalige Québec staat de rivier officieel bekend als de Rivière Saint-Augustin. In het Engelstalige Newfoundland en Labrador stond de rivier bekend als de Saint-Augustin River totdat de naam in 2010 officieel veranderd werd naar Pakut-shipu, de benaming in het Innu.

## Verloop
De bron van de rivier ligt zo'n 505 m boven zeeniveau en bevindt zich in het zuiden van de regio Labrador, op zo'n 95 km ten zuidoosten van Happy Valley-Goose Bay. Na zo'n 5 km stroomt de Saint-Augustin er onderdoor de Trans-Labrador Highway.
De Saint-Augustin stroomt over zijn hele lengte afwisselend in zuidelijke en zuidoostelijke richting door de afgelegen boreale wouden van Labrador en Québec. Ruwweg halfweg zijn totale loop bereikt hij de grens tussen Québec en Newfoundland en Labrador, al beschouwt de provincie Québec het volledige stroomgebied van de rivier echter als betwist gebied.
Na in totaal ongeveer 238 km mondt de rivier uit in de Saint Lawrencebaai. Aan de monding bevinden zich twee nederzettingen die tevens de enige plaatsen langs de rivier zijn. Op de westelijke oever ligt de door Innu bewoonde nederzetting Pakuashipi en op de oostoever ligt het dorp Saint-Augustin.